# Javorika
Javorika je arheološki lokalitet na Velom Brijunu (drugi naziv Berta, sadašnji naziv Gromače). Nalazi se na vrhu najdubljeg otočnog zaljeva Saline. Arheološka su istraživanja vođena u više navrata: 1910. – 1919. (A. Gnirs), 1952., 1973. i 1981 (Boris Baćić, A. Vitasović). Na rtu Gromače nalazilo se otvoreno naselje zemuničkoga i poluzemuničkoga tipa u kojem se živjelo od kraja srednjega neolitika do početka brončanoga doba.